# (6497) Yamasaki
(6497) Yamasaki est un astéroïde de la ceinture principale.

## Description
(6497) Yamasaki est un astéroïde de la ceinture principale. Il fut découvert le 27 octobre 1992 à Geisei par Tsutomu Seki. Il présente une orbite caractérisée par un demi-grand axe de 2,31 UA, une excentricité de 0,22 et une inclinaison de 4,7° par rapport à l'écliptique.

## Compléments